# East Halton
East Halton est une paroisse civile et un village du Lincolnshire, en Angleterre.